# Бобров (Брянская область)
Бобров — деревня в Надвинском сельском поселении Клетнянского района Брянской области.

## География
Распроложена в 2 км к северо-востоку от села Павлинки.

## История
Возникла в начале XX века как хутор; до 2005 в Павлинском сельсовете. В середине XX века — колхоз «Заветы Ильича». Максимальное число жителей 70 человек (1926).

## Население
| 2010 | 2013 |
| ---- | ---- |
| 2    | →2   |

## Транспорт и связь
Деревню обслуживает сельское отделение почтовой связи Павлинки (индекс 242824).